# Neveritis interna
Neveritis interna är en snäckart som beskrevs av Tom Iredale 1943. Neveritis interna ingår i släktet Neveritis och familjen Camaenidae. Inga underarter finns listade i Catalogue of Life.